# チーナフィルハーモニックオーケストラ
チーナフィルハーモニックオーケストラ（CHI-NA PHILHARMONIC ORCHESTRA)とは、2015年5月に結成された日本の大所帯バンド。日本のバンド「チーナ」のメンバーを中心とした総勢16人によって構成される。オーケストラで使用されるような楽器とスティールパンやアコーディオン、そしてバンドサウンドから生み出される、豊かなアンサンブルが特徴。

## 概要

### 来歴
2014年11月16日、チーナは 渋谷DUO Music Exchangeのワンマンライブにて新バンド結成を発表。
2015年5月1日にチーナフィルハーモニックオーケストラとして初となるワンマンライブ｢First Head Liner Show｣を渋谷WWWにて開催。
2016年4月27日、初音源を作成するために｢Eggsサポートプロジェクト」にてクラウドファンディングを実施することを発表。サポート・メニューとして「レコーディングで使用した楽譜」や「特典DVD」のプレゼントをはじめ、「レコーディングにコーラスとして参加」など、様々な特典が用意された。2016年7月10日までの期間に143人のサポーターを獲得。目標を上回る支援額を達成した。 クラウドファンディングという仕組みを通じて、リスナーもオーケストラの一員となり、一緒に楽団として楽しんで欲しいという思いを実現させた。
2016年12月21日、デビューミニアルバム『PUSH』をリリース。このアルバムは、チーナのアルバム『PULL』との同時発売となった。

## メンバー
椎名杏子（しいな きょうこ）（チーナ）
ヴォーカル・ピアノ担当。
すべての作詞・作曲を手掛ける。
柴由佳子（しば ゆかこ）（チーナ）
ヴァイオリン担当。
林絵里（はやし えり）（チーナ）
コントラバス担当。
リーダー（チーナ）
ギター担当。
HAPPY（チーナ）
ドラム担当。
壺坂恵（つぼさか めぐみ）（元  ecosystem ）
トランペット担当。
Cross You（黒須遊）（くろす　ゆう）（RIDDIMATES）
テナーサックス担当。
akirag（RIDDIMATES）
アルトサックス担当。
関口幸恵（せきぐち　ゆきえ）
ヴァイオリン担当。
宮崎隼人（みやざき　はやと）
ヴァイオリン担当。
角谷奈緒子（かくたに　なおこ）
ヴィオラ担当。
Sohey（SOUR / 高速スパム）
チェロ・エレキベース担当。
ほしやまかなこ
ハープ担当。
小宮山純平（こみやま じゅんぺい）(MAGICAL CHAIN CLUB BAND)
パーカッション担当。
タカヒロ
スティールパン担当。
マメルダ
アコーディオン担当。

## ディスコグラフィー

### ミニアルバム
|     | 発売日         | タイトル | 規格品番  | 収録曲                                                       | 備考                  |
| --- | -------------- | -------- | --------- | ------------------------------------------------------------ | --------------------- |
| 1st | 2016年12月21日 | PUSH     | SPFC-0010 | 1. はじまる 2. コーラス讃歌 3. boy 4. 紙ひこうき 5. 蟻の行進 | SOPHORI FIELD COMPANY |

## ミュージックビデオ
| 監督     | 曲名             | 公開日         | 収録アルバム | 備考                                 |
| -------- | ---------------- | -------------- | ------------ | ------------------------------------ |
| 小嶋貴之 | 「コーラス讃歌」 | 2016年12月18日 | PUSH         | チーナフィルハーモニックオーケストラ |

## 主なライブ

### ワンマンライブ・主催イベント
| 公演日         | 公演名                                                     | 共演等         | 会場       |
| -------------- | ---------------------------------------------------------- | -------------- | ---------- |
| 2015年05月01日 | チーナフィルハーモニックオーケストラ First head liner show | ワンマンライブ | 渋谷WWW    |
| 2017年02月25日 | チーナ『PULL』Release Tour～２マンでPUSH！PUSH！～         | チーナ         | 代官山UNIT |

### 出演イベント
| 公演日         | 公演名                                | 会場                                             | 主な共演                                                                  |
| -------------- | ------------------------------------- | ------------------------------------------------ | ------------------------------------------------------------------------- |
| 2015年07月19日 | GFB'15（つくばロックフェス）          | 石岡市つくばねオートキャンプ場（メインステージ） | Homecomings / シャムキャッツ / rega / モーモールルギャバン / LOSTAGE / 他 |
| 2015年09月28日 | HighAppsVol.26 × LIQUIDROOM11周年     | 恵比寿 LIQUIDROOM                                | 天才バンド / bonobos                                                      |
| 2015年10月18日 | 大阪チーナ生誕祭                      | 大阪梅田 Shangri-La                              | 絶景クジラ / psybava / u-full                                             |
| 2015年12月26日 | 年末調整GIG 2015                      | 名古屋 CLUB QUATTRO                              | never young beach / Yogee New Waves / Schroeder-Headz / Suchmos / 他      |
| 2016年03月13日 | Beat Happening! 下北沢CIRCUIT PANIC!  | 下北沢 GARDEN                                    | 笹口騒音オーケストラ / アカシック / モーモールルギャバン / 他             |
| 2016年04月16日 | 略奪2016～眠れない夜に TOUR FINAL～   | 代官山UNIT                                       | ENTHRALLS / 日食なつこ / MARQUEE BEACH CLUB                               |
| 2016年06月30日 | exPoP!!!!!                            | 渋谷 O-nest                                      | チーナフィルハーモニックオーケストラmini HINTO / 戸渡陽太 / Tempalay      |
| 2016年10月16日 | Alegre Special 2016- 4th Anniversary- | 渋谷 clubasia                                    | Keishi Tanaka / fula / オレスカバンド / 他                                |